# Ploča Okinawa
Ploča Okinawa je manja kontinentalna tektonska ploča na sjevernoj i istočnoj polutci koja se proteže od sjevernog kraja Tajvana do južnog rta otoka Kyūshū. Ploča Okinawa odgovorna je za potrese, poput potresa na potresa na otoku Kikai 1911., i razne vrste sporih potresa, uključujući potrese niske frekvencije, potrese vrlo niske frekvencije, podrhtavanje, i događaje sporog klizanja.

## Granice
Istočna strana ploče Okinawa čini konvergentnu granicu s Filipinskom pločom , tvoreći jarak Ryukyu i otočni luk koji tvori otočje Ryū Kyū. Ploča Okinawa je sa zapadne strane omeđena Okinavskim jarkom, zalučnim bazenom i divergentnom granicom s pločom Jangce. Dio južne granice između ploče Okinawa i Filipinske ploče je bivša zona subdukcije koja sada prihvaća koso klizanje i na kojoj se dogodio Velikog tsunami u Yaeyami 1771. godine. Sjeverna strana Okinawske ploče omeđena je Amurskom pločom.